# Nictalopía
La nictalopía (del griego antiguo νύκτ-, nykt- 'nocturno', ἀλαός, alaós 'ceguera' y ὤψ, ṓps 'ojo') es una dolencia que hace difícil o imposible ver con relativa poca luz. Es un síntoma de varias enfermedades oculares. La ceguera nocturna puede existir desde el nacimiento o deberse a una lesión o a desnutrición (por ejemplo, falta de vitamina A). Puede ser descrita como insuficiente adaptación a la oscuridad. El problema contrario, la incapacidad de ver con luz brillante, es mucho más raro y se conoce como hemeralopía, aunque ambos términos los utilizan muchos autores como sinónimos, o dando a nictalopía el significado de «ver mejor durante la noche», debido a una confusión etimológica, por lo que se recomienda usar mejor los términos ceguera nocturna y ceguera diurna.
La causa más común de la nictalopía (entendida como "ceguera nocturna") es la retinitis pigmentosa, un trastorno en el que las células de tipo bastón de la retina pierden gradualmente su capacidad para responder a la luz. Las personas que padecen esta condición genética sufren una nictalopía progresiva, y finalmente también se ve afectada su visión diurna. En la ceguera nocturna estacionaria congénita ligada al cromosoma X, los bastones no funcionan parcial o totalmente. Otras causas de la nictalopía son la deficiencia de retinol, la enfermedad de Oguchi, la miopía patológica, las cataratas corticales periféricas, las miodesopsias o la cirugía refractiva (RK, PRK, LASIK).[cita requerida]
El área externa de la retina está formada por más bastones que conos. Los bastones son las células que permiten ver con escasa iluminación. Esta es la razón por la que la pérdida de visión lateral a menudo termina en ceguera nocturna. Las personas que sufren de ceguera nocturna no sólo ven afectada su visión nocturna, sino que también requieren de algún tiempo para que sus ojos se adapten desde las zonas muy iluminadas a cuando pasan a las oscuras. También se encuentra afectada su visión de contraste, que es más reducida.[cita requerida]
La ceguera nocturna es mucho más común en hombres que en mujeres.[cita requerida]

## En otros animales
La ceguera nocturna estacionaria congénita (CNEC) es también un trastorno oftalmológico en caballos con una capa patrón de manchas de leopardo, como el Appaloosa. Está presente al nacer (congénita), no ligada al sexo, no es progresiva y afecta a la visión de los animales en condiciones de poca luz. CNEC se diagnostica normalmente basándose en observaciones, pero algunos caballos presentan además alguna otra anomalía evidente en los ojos, como la mala alineación de los ojos (estrabismo dorsomedial) o el movimiento involuntario de los ojos (nistagmo). En los caballos, CNEC se ha relacionado con la capa Appaloosa desde la década de 1970. Un estudio de 2008 teoriza que tanto CNEC y este patrón de color están vinculados al gen TRPM1. Este gen codifica una proteína de los canales de iones de calcio, un factor clave en la transmisión de los impulsos nerviosos. Esta proteína, que se encuentra en la retina y en la piel, existía en porcentajes mínimos en homocigotos para esa capa.